# Euron
L'Euron est une petite rivière française qui coule dans les départements des Vosges, et de Meurthe-et-Moselle. C'est un affluent de la Moselle en rive droite, donc un sous-affluent du Rhin. Le castor (Castor fiber) est présent et en régression.

## Géographie
De 27,9 km de longueur, l'Euron se jette dans la Moselle à Lorey, après avoir traversé Froville et Bayon.

### Communes traversées
L'Euron traverse ou longe le territoire de dix communes :
- dans le département des Vosges : Saint-Genest, Rehaincourt et Damas-aux-Bois
- dans le département de Meurthe-et-Moselle : Saint-Boingt, Rozelieures, Clayeures, Froville, Haigneville, Bayon, Lorey (confluence).

### Bassin versant
L'Euron traverse quatre zone hydrographiques A500, A501, A502, A503, pour une superficie totale de 146 km2. Ce bassin versant est constitué à 73,57 % de « territoires agricoles », à 24,25 % de « forêts et milieux semi-naturels », à 2,17 % de « territoires artificialisés ». 

## Affluents
L'Euron a quatre affluents référencés :
- le ruisseau du Paleboeuf avec plusieurs affluents,
- le ruisseau breuillot,
- le ruisseau le Fouliot, avec un affluent :
  - le ruisseau de Bremoncourt,
- le ruisseau le Loro 13,3 km avec quatre affluents et de rang de Strahler trois

Donc son rang de Strahler est de quatre.

## Hydrologie
Le module de l'Euron, au confluent de la Moselle vaut 1,42 m3/s pour un bassin versant de 146,7 km2. 

### Lame d'eau et débit spécifique
La lame d'eau écoulée dans le bassin est de 305 millimètres par an, ce qui est certes modéré pour la Lorraine mais semblable à la moyenne des cours d'eau de l'ensemble du plateau lorrain. C'est assez proche de la moyenne de la France, tous bassins confondus, mais assez largement inférieur à la moyenne du bassin français de la Moselle (445 millimètres par an à Hauconcourt, en aval de Metz). Le débit spécifique ou Qsp de la rivière se monte dès lors à 9,68 litres par seconde et par kilomètre carré de bassin.